# 直視形蓄積管
直視形蓄積管（ちょくしがたちくせきかん、英: viewing storage tube, memotron）とは、蓄積管の一種であり、情報を記録し、記録した情報を蛍光体が塗布された管面上に画像として表示することができる電子管の一種である。

## 利用
電子線を掃引した軌跡を画像として管面上に保持し続けることができるため、過渡現象の観測、記録等にメモリスコープとして利用された。